# Варник
Варник е село в Южна България. То се намира в община Свиленград, област Хасково. До 1934 година името на селото е Киречлик.

## География
Село Варник се намира на около 35 км от Свиленград. Разположено е между селата Сладун и Маточина.
Наблизо минава река, която местните хора наричат Фишера. При летните засушавания, които са често срещано явление, реката пресъхва. Единственият поминък хората е селското стопанство. Естественият прираст на населението е отрицателен.

## История
Преди освобождението от османска власт с. Варник (тогава Керечлик) е било със смесено население. След Балканската война остава само с българско население - това са основно българите изселени от селата около гр. Одрин. Масово са се заселили българи от с. Еникьой (Ново село), сега квартал на гр. Одрин. Заселниците са оземлени от българската държава, но не са компенсирани за имотите и стадата, които са останали в Турция. Построени са им къщи от така наречения Шавронски тип (проект)с помощ от държавата и от г-н Шаврон Фр.